# Hipoterapia

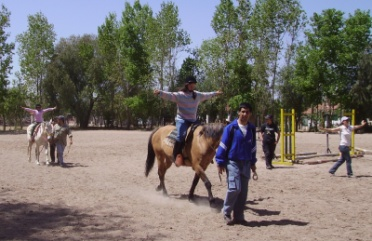
Terapia a personas con discapacidad en la Fundación de Equinoterapia de San Luis (Argentina).

La hipoterapia es “un abordaje rehabilitador para mejorar aspectos físicos y psicomotores, sobre todo en aquellos casos que predomina la disfunción neurológica y/o motriz, aprovechándose el movimiento tridimensional del caballo para mejorar y potenciar el equilibrio, el tono muscular, el control postural… También se trabajan objetivos de otras áreas como la comunicación, socialización, autoestima…”
Esta se configura en el esquema de la Terapias Asistidas por Animales (TAA), donde la terapia asistida por caballos o equinoterapia se puede subdividir en la equitación terapéutica, la equitación adaptada, la equinoterapia social y la hipoterapia.

## Modalidades

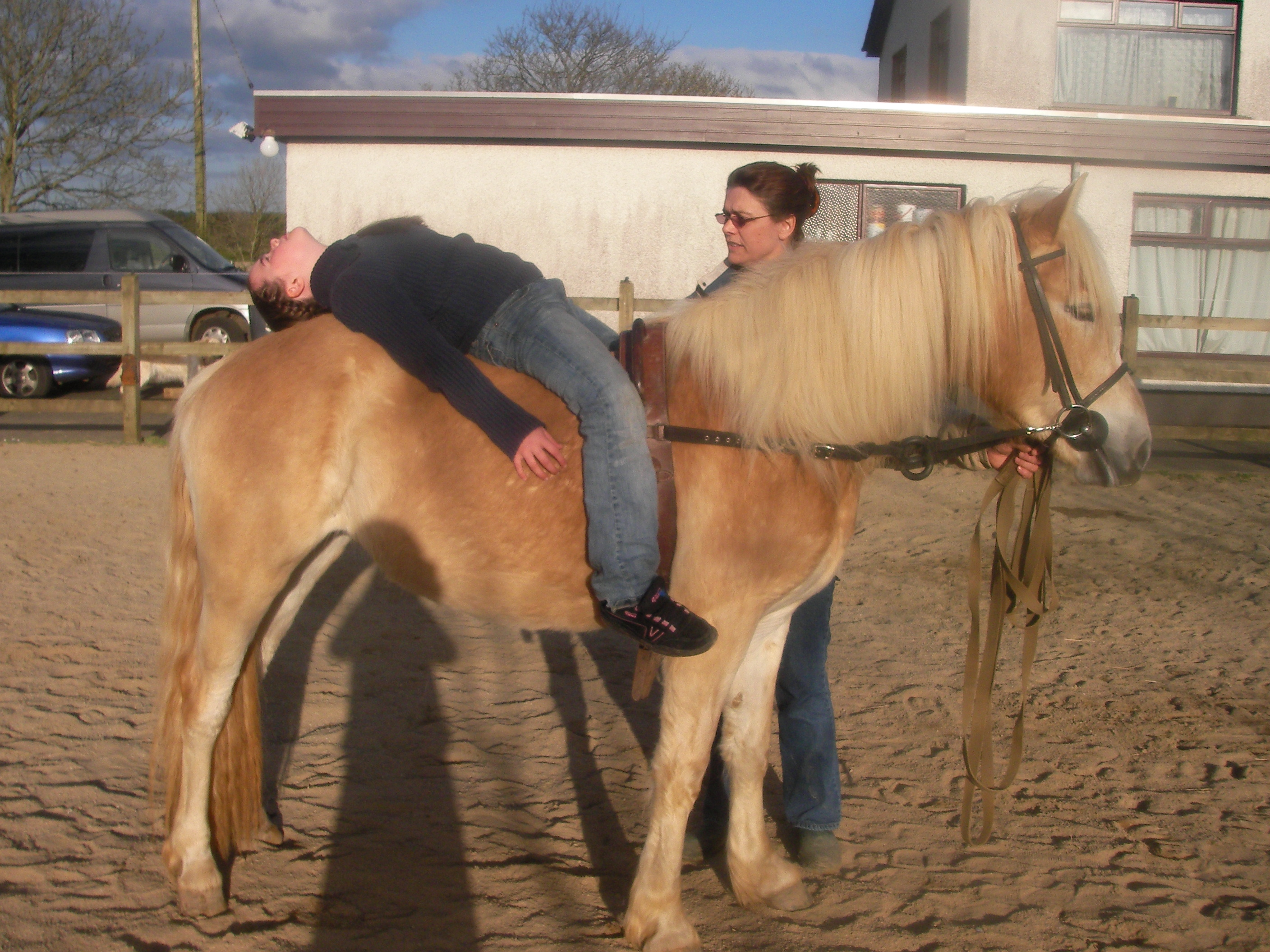
Relajación en actividad de hipoterapia.

Según el tipo de paciente y la estrategia terapéutica elegida se puede realizar:

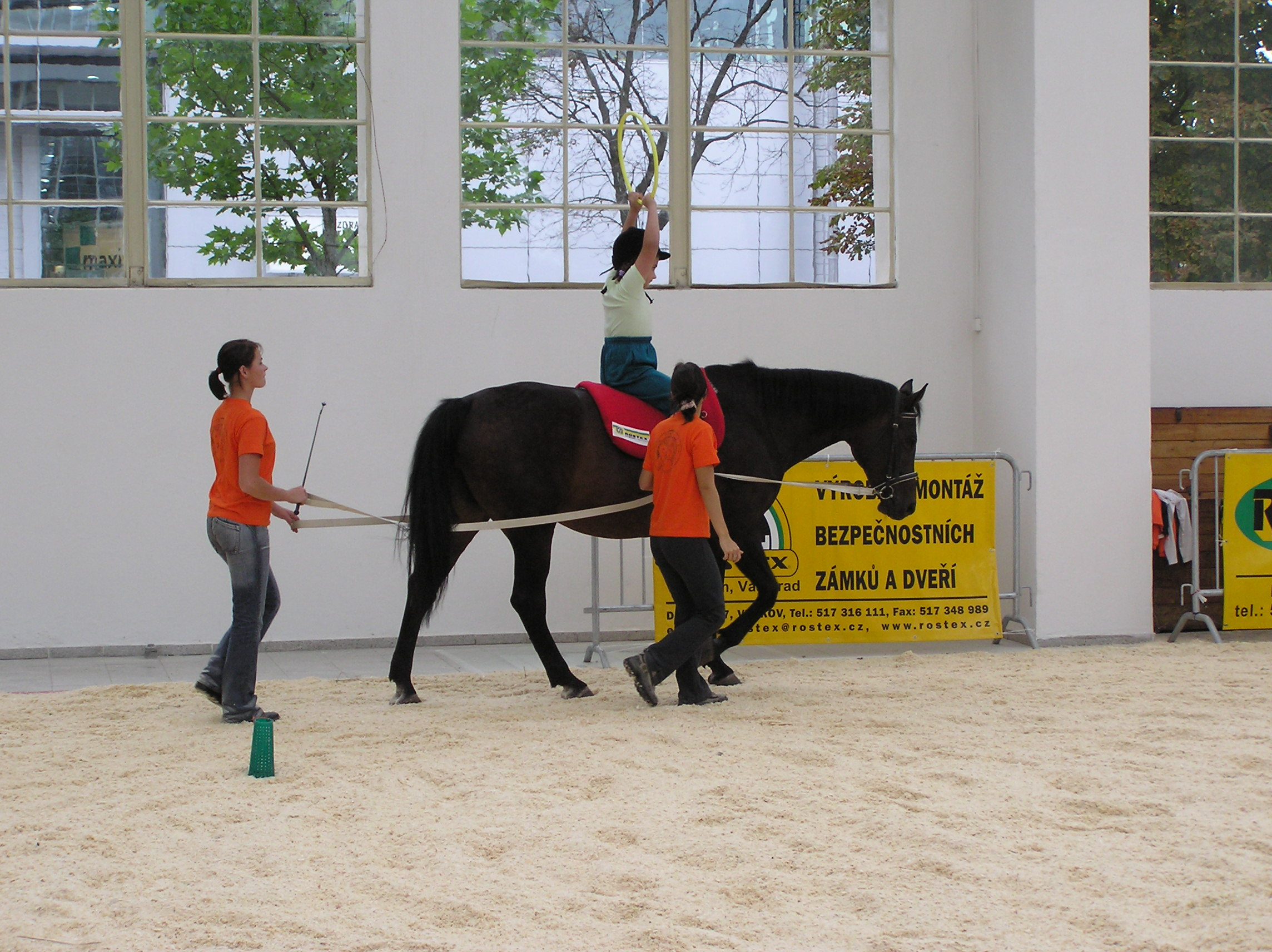
Hipoterapia en la Feria Médica de Brno, República Checa.

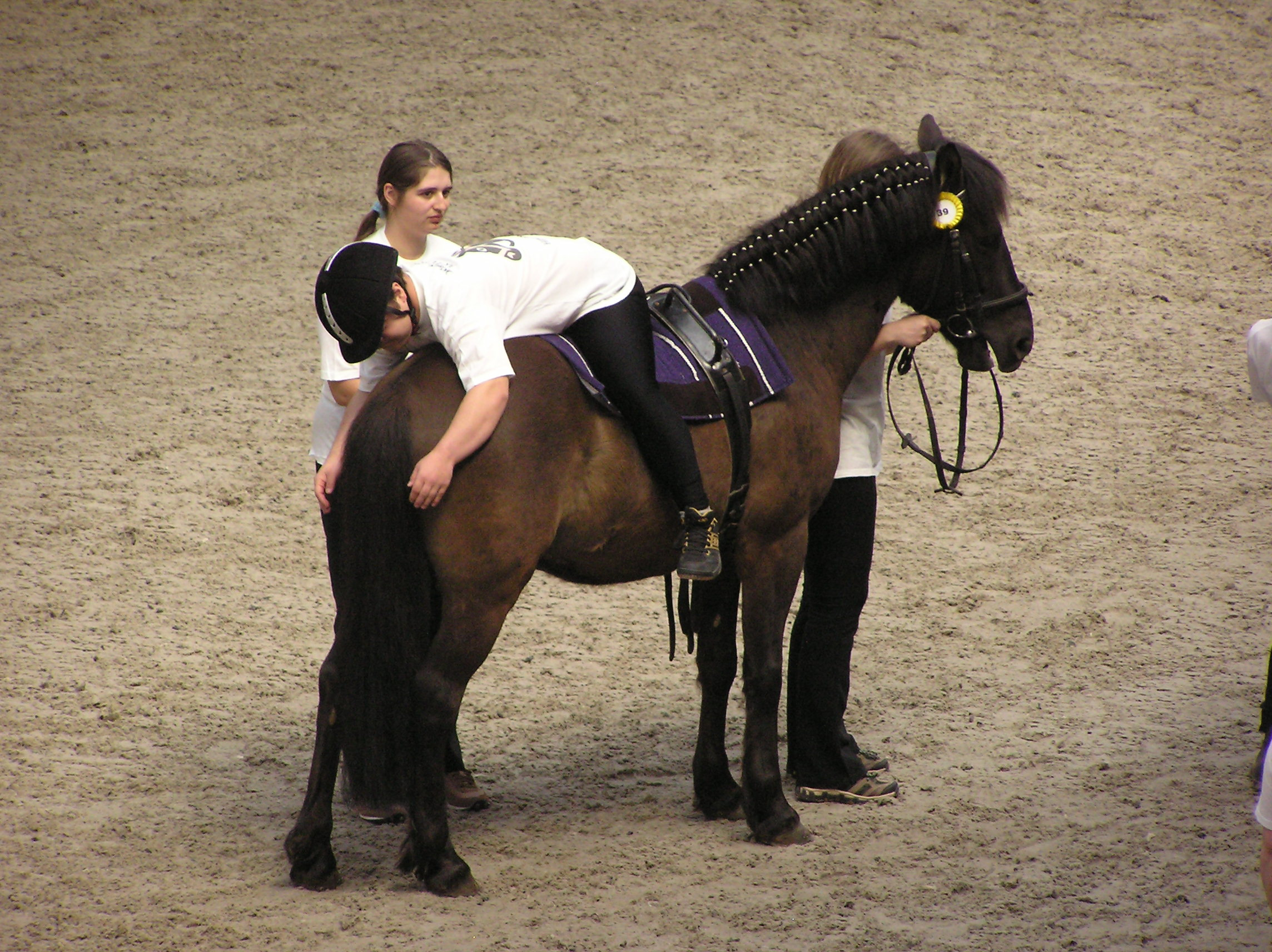
Hipoterapia en Císařský Ostrov, Praga, República Checa.

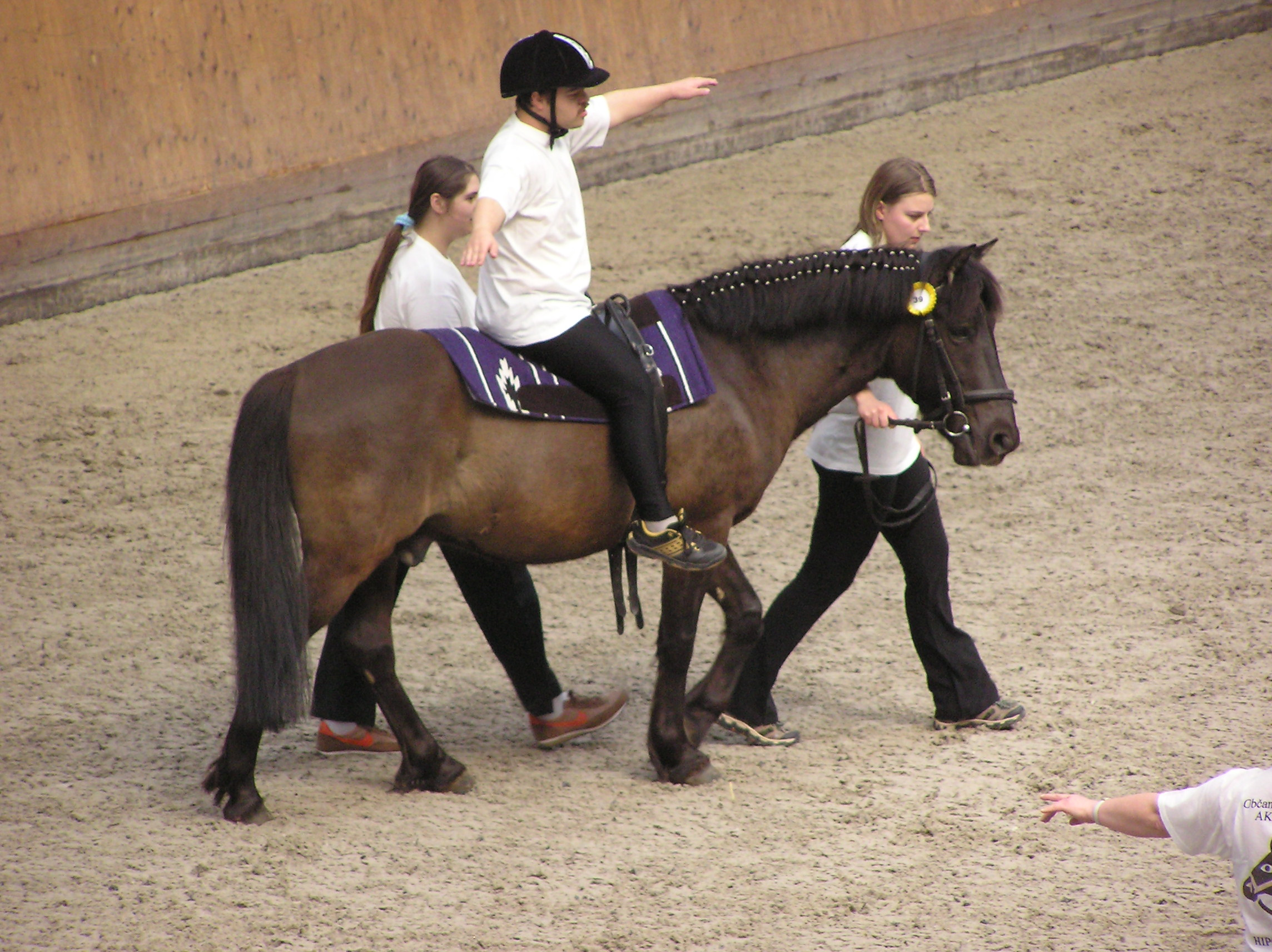
Hipoterapia en Císařský Ostrov, Praga, República Checa.

- Hipoterapia activa: al paso, se realizan ejercicios neuromusculares para estimular el tono muscular, la coordinación, el control postural y el equilibrio.[2][3]
- Hipoterapia pasiva: el paciente es el elemento pasivo de la terapia, el cual está en contacto pleno con el caballo sin montura. El paso del caballo y el terapeuta son los elementos activos.[2][3]
- Monta terapéutica: se trata de convertir al paciente en un jinete activo que practica la equitación como deporte, trabajando el paso, trote y galope.[2]

## Principios terapéuticos
La hipoterapia se basa en tres principios terapéuticos: 
1. Transmisión del calor corporal: sirve como herramienta de termoterapia, ya que la temperatura del caballo ronda los 38 °C[1][2][3]
2. Transmisión de impulsos rítmicos: el movimiento del caballo se transmite por medio del contacto de la pelvis humana con el lomo del caballo, logrando transmitir impulsos entre 90-110 por minuto hacia el resto del cuerpo.[1][3] Esto consigue estimular las reacciones de equilibrio y enderezamiento y la estabilidad del tronco.[1] El movimiento basculante de la pelvis humana permite la rectitud de la columna vertebral y el fortalecimiento del tronco por medio de los impulsos desestabilizadores.[1] Además, se consigue un efecto sobre el peristaltismo intestinal, el sistema respiratorio y la circulación venosa.[1]
3. La transmisión de un patrón de marcha normal: el movimiento del caballo proyecta en la pelvis humana un movimiento tridimensional.[1][3] Cuando el caballo va al paso, completa el tranco (paso del caballo desde que apoya un casco hasta que de nuevo vuelve a apoyar el mismo) en cuatro tiempos; teniendo siempre tres extremidades en contacto con el suelo.[1][3][4] De esta manera, la pata posterior que se impulsa hacia delante lo consigue por medio de la acción de los abdominales del caballo.[4] A su vez, estos músculos arquean el tronco del caballo hacia el lado homolateral.[4] Además, son ayudados por el músculo dorsal longuísimo que controla la flexión lateral de columna.[4] Por ende, la pelvis humana recibe el movimiento del lomo del caballo en los siguientes ejes: 
  1. Sagital[5] consiguiendo la abducción y aducción de las articulaciones coxofemorales del jinete, gracias a la musculatura lumbar del animal.[1][3] Esta se contrae de forma alterna y mueve la pelvis humana tanto en el plano frontal (cerca de 5 cm), como lateralmente entre 7 a 8 cm y flexiona lateralmente la columna lumbar 16° respecto al sacro.[1][3]
  2. Longitudinal consiguiendo la rotación externa e interna de la pelvis humana, gracias a las contracciones alternas de los músculos ventrales del caballo.[1][3] Estos músculos rotan la cintura pélvica humana en el plano transversal alrededor de la vertical corporal (aproximadamente 8°) y sobre la columna lumbar (aproximadamente 19°).[1][3]
  3. Transversal[5] consiguiendo la flexión y extensión de pelvis humana, gracias a la impulsión de las patas posteriores del caballo que mueven de delante hacia detrás en el plano sagital.[1][3] Por otro lado, la cabeza y el cuello del caballo repercuten en la posición del dorso (donde se sitúa el jinete, coincidiendo con el punto central de gravedad), ya que al descender la cabeza o estirar el cuello, el ligamento nucal y supraespinoso se tensan, rectificando la columna y abriendo el espacio intraarticular.[6] Mientras, una cabeza invertida hace caer en extensión la columna del caballo.[6]

## Beneficios
Según las diferentes áreas en las que se puede trabajar encontramos los siguientes efectos terapéuticos: 
1. Ámbito emocional y/o psicológico: un aumento del bienestar, el aumento de la autoconfianza y autoestima, el aumento del efecto normalizador, al verse realizar un deporte considerado de riesgo o incluso sentirse empoderado. El aumento del efecto de autocontrol, al transmitirse las emociones entre el jinete y el caballo. Fomento del interés por el entorno y la vida, disminución de la ansiedad, desarrollo de la empatía, la inclusión y la responsabilidad.[2][3]
2. Ámbito físico/motriz: libera endorfinas, aumenta la frecuencia cardiaca, favorece la circulación sanguínea, mejora la función respiratoria y el peristaltismo intestinal, así como el equilibrio, la estabilidad del tronco, la sensibilidad, la coordinación, la planificación motora y el fortalecimiento muscular (disminuyendo los gestos motores patológicos). Normaliza el tono muscular, reestablece la simetría corporal, mejora el alineamiento corporal, aumenta la independencia en la deambulación, aumenta la cadencia, longitud y velocidad de la marcha, así como la movilidad.[1][3][7][8][9][10][11][12]
3. Ámbito de relación: crea una relación afectiva hacia el caballo, mejora la relación con los demás, fomenta la inserción social, la participación y el aumento de experiencias.[1][2][3]
4. Ámbito educativo: la mejora de funciones cognitivas, focaliza la atención, logra el seguimiento de órdenes, desensibiliza frente a miedos, mejora la imaginación, la creatividad, las respuestas lógicas, la toma de decisiones, la resolución de problemas, la introducción a la lectura y conceptos matemáticos, la mejora de la capacidad de secuenciación y planificación, de la percepción visual y espacial y la integración sensorial.[1][2][3][7]
5. Ámbito de comunicación: la mejora de la coordinación óculo-motora, la coordinación del área de la boca y lengua, la articulación de palabras y el aumento en cantidad y calidad de la comunicación verbal y no verbal.[1][3]

## Indicaciones terapéuticas
Según Herrero et al, desde los años sesenta se tratan con hipoterapia a pacientes con parálisis cerebral infantil; de hecho existe una amplia evidencia acerca de ello. Según Hernández y Luján, la terapia ecuestre constituye una alternativa de tratamiento para personas con diversas patologías:
- Discapacidad visual: 
  - Astigmatismo
  - Distrofia corneal
  - Hemianopsia
  - Cataratas
  - Glaucoma
  - Leucoma corneal
  - Ceguera
  - Glaucoma de ángulo abierto
  - Neuritis retrobulbar
  - Celulitis orbitaria
  - Glaucoma de ángulo cerrado
  - Retinopatía diabética
  - Desprendimiento de retina
  - Glaucoma secundario
  - Retinosis pigmentaria
- Discapacidad física 
  - Acondroplasia
  - Esclerosis múltiple
  - Paraplejía
  - Ataxia de Friedreich
  - Espina bífida
  - Poliomielitis
  - Corea de Huntington
  - Hemiplejía
  - Síndrome de Gilles de Tourette
  - Displasia
  - Enfermedad de Parkinson
  - Síndrome de Guillain-Barré
  - Distonía muscular
  - Mielitis transversa
  - Tetraparesia
  - Enfermedad de Fahr
  - Parálisis cerebral
- Discapacidad psíquica 
  - Alzheimer
  - Discapacidad mental
  - Síndrome de Down
  - Depresiones
  - Trastornos del desarrollo (Autismo, Asperger, Rett)
  - Esquizofrenia
- Discapacidad auditiva 
  - Alteración de la audición
  - Presbiacusia
  - Sordera
  - Hipoacusia
  - Síndrome de Usher